# Valeria Montaldi
Valeria Montaldi (Milão, 5 de agosto de 1949) é um escritora e jornalista italiana. Ela é autora da série de livros do frade Matthew Willingtham, com livros publicados em vários países.

## Biografia
Ela nasceu e mora em Milão, onde obteve uma licenciatura em História da Crítica da Arte. Depois de várias experiências com agências de publicidade e assessorias de imprensa, decidiu mudar para jornalismo. Após cerca de vinte anos de jornalismo dedicado à arte, espaços culturais e pessoas, em Milão, em 2001 ela publicou seu primeiro romanceː Il Mercante di Lana (O Mercador de Lã, no Brasil) imediatamente aclamado por público e crítica, e que recebeu três prêmios: o Prêmio Ostia Mare, em Roma, o Prêmio Città di Cuneo e o Premio Frignano, e vendeu mais de 80 mil exemplares na Itália. Esse foi seguido em 2003, por Il Signore del Falco (O Senhor do Falcão, no Brasil), e em 2006 por Il Monaco Inglese (O Monge Inglês, no Brasil): ambos foram selecionados para o Prémio Bancarella. La Ribelle (A Rebelde, no Brasil) ganhou os prêmiosː Cidade de Penne, Lamerica e Prix de Chartres Fulbert.
Assim como outra italiana: Danila Comastri Montanari (Cave canem, Morituri te salutant), ela escreve ficção histórica. Ela possui uma capacidade de detalhar fantástica, suas histórias acontecem em meados do século 13 e vão dos castelos em Vale de Aosta às ruas de Milão, dos bosques do condado de Lombard e ruas de Paris à Veneza. As aventuras de nobres, plebeus, monges, hereges, comerciantes, soldados, bruxas e os inquisidores se entrelaçam nas narrativas. 
Seus livros foram publicados em países como França, Espanha, Alemanha, Grécia, Sérvia, e Hungria, e veio à língua portuguesa, no Brasil e Portugal, antes até da língua inglesa onde ainda não foi publicada.

## Romances

### Série do frade Matthew Willingtham
- Il Mercante di Lana (2001) O Mercador de Lã no Brasilː (Editora Record, 2009) e em Portugalː (Casa das Letras, 2006)
- Il Signore del Falco (2003) O Senhor do Falcão no Brasilː (Editora Record, 2010) e em Portugalː (Casa das Letras, 2005)
- Il Monaco Inglese (2006) no Brasilː O Monge Inglês (Editora Record, 2008)
- Il Manoscritto Dell'imperatore (2008) no Brasilː O Manuscrito do Imperador (Editora Record, 2011)

O frade Matthew Willingtham se vê corriqueiramente envolto em tramas e intrigas onde ele deve buscar solucionar casos onde só suas habilidades poderiam ser úteis.

### Outros
- La Ribelle (2011) no Brasilː A Rebelde (Editora Record, 2014)
- La Prigioniera del Silenzio (2013)
- La Randagia (2016)
- Il Pane del Diavolo (2018)
- Il Filo di Luce (2022)